# تاناپاگ
تاناپاگ یک منطقه مسکونی در شمال باختر ساحل آبخوست سایپن در جزایر ماریانای شمالی است. تاناپاگ در شمال کپیتال هیل (دفتر شورای دولتی محلی) قرار دارد.

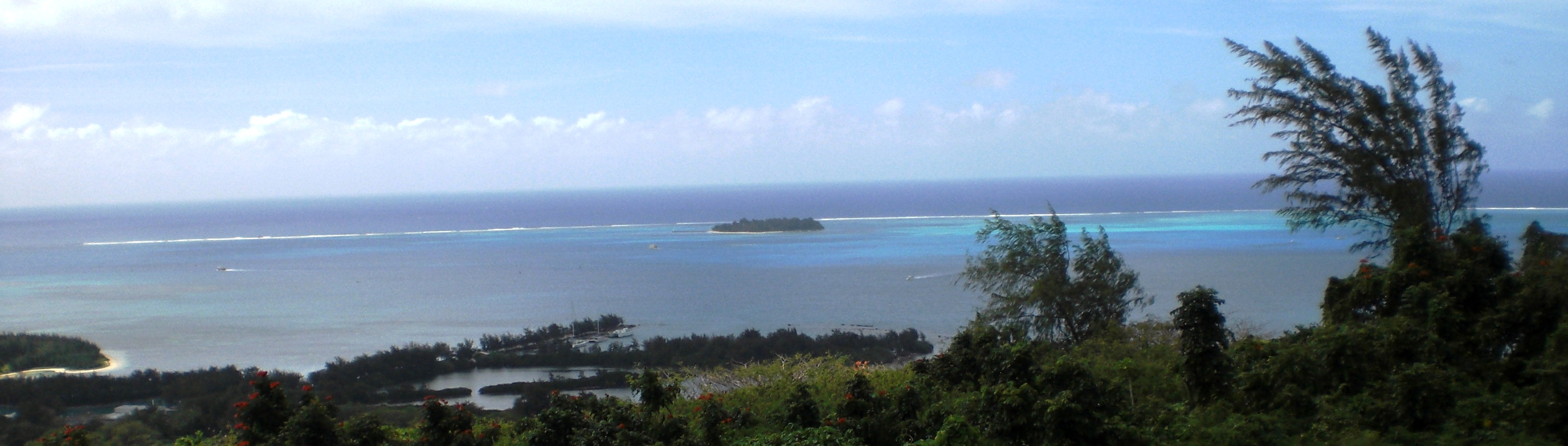

## آموزش و پرورش
نظام آموزش دولتی همسود جزایر ماریانای شمالی، مدرسه‌های دولتی را مدیریت می‌کند. یک دبستان در تاناپاگ وجود دارد. یک مدرسه راهنمایی در تاناپاگ وجود داشت.